# Kenji Takahashi (futbolista nacido en 1985)
Kenji Takahashi (髙橋 健史 Takahashi Kenji?, nacido el 1 de enero de 1985 en Osaka) es un exfutbolista japonés. Jugaba de centrocampista y su último club fue el FC Osaka de Japón.

## Trayectoria

### Clubes
| Club             | País  | Año         |
| ---------------- | ----- | ----------- |
| Tokushima Vortis | Japón | 2007 - 2008 |
| FC Osaka         | Japón | 2009 - 2011 |